# 早川兼親
早川 兼親（はやかわ かねちか）は、江戸時代後期の薩摩藩士。早川兼備（早川安積）の養父。
宝暦12年（1762年）9月6日、島津重豪の御下命に依り、早川兼猶の二男・兼親が別家を興し、初代となる。早川兼典（早川環）の祖父、早川兼彜（早川五郎兵衛） の曾祖父にあたる。

島津重豪より拝領の家紋   （右側：女性用の女紋）

## 生涯
※月日は旧暦
- 享保21年（1736年）4月12日、早川兼猶の二男として武蔵国荏原郡芝高輪薩摩藩下邸にて生まれる。
- 寛延3年（1750年）2月、島津重年に始見。
- 寛延4年（1751年）1月28日、御番入。
- 宝暦12年（1762年）9月6日、島津重豪の御下命に依り、早川兼親家を興し初代となる。また、家紋を拝領する。
- 明和4年（1767年）、松平阿波守家臣村瀬善左衛門の娘葉屋と結婚。
- 安永4年（1775年）1月15日、南向御屋鋪へ移る。
- 安永6年（1777年）、島津重豪の御下国に御供を務める。
- 安永7年（1778年）1月21日、鹿児島より御供。
- 安永8年（1779年）5月15日、重豪の御発駕に御供を務める。
- 安永9年（1780年）1月9日、鹿児島より御供。
- 安永10年（1781年）3月28日、重豪の御発駕に御供を務める。
- 天明元年（1781年）11月、鹿児島より到着、大崎御屋鋪へ移る。
- 天明3年（1783年）12月7日、日州高鍋藩藩主秋月種茂の老職岡本勝寛（八郎左衛門）の末男岡本茂十郎を養子とし、兼備とする。
- 天明8年（1788年）5月5日、新番入。
- 寛政5年（1793年）10月11日、芝西向御屋鋪へ移る。
- 寛政5年（1793年）10月20日、一代小番入。
- 文化3年（1806年）3月4日、芝牛町出火、芝三御屋鋪御類焼。修復までの間高輪御屋鋪内長屋へ移る。
- 文化10年（1813年）4月28日、大御隠居（重豪）に御目見をたまわる。
- 文化10年（1813年）5月9日、隠居し、家督を兼備へ譲る。隠居名として『醉好』と名乗り、剃髪。
- 文政2年（1819年）9月24日、兼備が大隅国始羅郡帖佐郷地頭に就く。
- 文政3年（1820年）8月15日、兼備に従い、江戸から国許へ。
- 文政3年（1820年）10月2日、鹿児島堀之内馬場拝領屋鋪[注釈 3]に着く。
- 文政3年（1820年）10月29日、鹿児島堀之内馬場拝領屋鋪にて死去。享年85[注釈 4]。

## 人物
隠居名を『醉好』と称するほどの酒好き。

## 奉職歴
※月日は旧暦
- 寛延4年（1751年）1月28日、御歩行列直衛士、御番入、中小姓。
- 宝暦13年（1763年）1月19日、大崎御屋鋪守役。
- 安永4年（1775年）1月15日、御留守付役。
- 安永10年（1781年）1月11日、大崎御屋鋪守役。
- 天明6年（1786年）3月9日、御鳥見頭格役。
- 寛政5年（1793年）10月20日、雄五郎様（島津忠厚）御附御小納戸役。
- 寛政9年（1797年）5月15日、斉宣公御嫡虎壽丸様（斉興）御抱守役。
- 享和3年（1803年）9月28日、御使番格、諸之丞様御抱守役。
- 文化4年（1807年）4月16日、御小納戸頭取御小納戸勤。
- 文化10年（1813年）4月27日、高輪御附御側御用人御側役。

## 出自
薩摩早川家は、元禄7年（1694年）3月21日、桑名藩藩主松平定重の五女・富姫が薩摩藩藩主島津吉貴の正室・福姫として嫁入り時に早川茂左衛門が侍者として桑名から江戸薩摩屋敷に移ったことに始まる。早川茂左衛門には長男兼武、二男定景、三男兼猶の3子があり、定景は桜井家へ養子に行った。享保14年（1729年）3月25日、島津吉貴より兼武および兼猶が永列藩臣として禄を受ける。宝暦12年（1762年）9月6日、島津重豪の御下命に依り、兼猶の二男・早川兼親が別家を興し、初代となる。
よって、薩摩藩には、早川兼武家、早川兼猶家、早川兼親家の3家が在る。

　　　　早川兼武家：（初代）兼武―>（2代）?

　　　　早川兼猶家：（初代）兼猶―>（2代）兼友―>（3代）兼道―>（4代）兼満―>（5代）兼照―>（6代）兼徴―>（7代）駿一―>（8代）?

　　　　早川兼親家：（初代）兼親―>（2代）兼備―>（3代）兼典―>（4代）兼彜―>（5代）兼知―>（6代）兼揚―>（7代）兼敏―>（8代）雅彦―>（9代）雅行―>（10代）未定